# Gamma Corvi
Gamma Corvi (γ Crv / γ Corvi) é a estrela mais brilhante da constelação de Corvus. Ela tem o nome tradicional Gienah, que compartilha com Epsilon Cygni. Por causa disso, o nome Gienah Corvi pode ser usado para distingui-la de Epsilon Cygni.
Gamma Corvi é uma gigante de tipo espectral B8III. Está a cerca de 165 anos-luz de distância da Terra.